# NGC 5552
NGC 5552 est une galaxie lenticulaire située dans la constellation de la Vierge. Sa vitesse par rapport au fond diffus cosmologique est de 7 829 ± 33 km/s, ce qui correspond à une distance de Hubble de 115,5 ± 8,1 Mpc (∼377 millions d'al). NGC 5552 a été découverte par l'astronome allemand Albert Marth en 1864. Cette galaxie a aussi été observée par l'astronome américain Lewis Swift le 14 juin 1884 et elle a été inscrite au New General Catalogue sous la désignation NGC 5558.
La classification de spirale (Sbc) par la base de données HyperLeda semble incorrecte, car on ne voit aucun bras spirale sur l'image obtenue du relevé SDSS.